# Сен-Мартен-де-Вольсерр
Сен-Мартен-де-Вольсерр (фр. Saint-Martin-de-Vaulserre) — коммуна во Франции, находится в регионе Рона — Альпы. Департамент коммуны — Изер. Входит в состав кантона Шартрёз-Гье. Округ коммуны — Ла-Тур-дю-Пен.
Код INSEE коммуны — 38420. Население коммуны на 1999 год составляло 208 человек. Населённый пункт находится на высоте от 320  до 584  метров над уровнем моря. Муниципалитет расположен на расстоянии около 450 км юго-восточнее Парижа, 75 км юго-восточнее Лиона, 35 км севернее Гренобля. Мэр коммуны — Mme Joëlle Martin, мандат действует на протяжении 2001—2008 гг.
Динамика населения (INSEE):